# Abraxas rubrolutea
Abraxas rubrolutea là một loài bướm đêm trong họ Geometridae.